# Marx-Engels-Gesamtausgabe
Marx-Engels-Gesamtausgabe (MEGA) és la compilació més gran d'escrits de Karl Marx i Friedrich Engels fins ara recollida. Es tracta d'un projecte internacional en curs destinat a produir una edició crítica de les obres completes de Marx i Engels, inclosos esborranys i quaderns de notes, que reprodueixi els treballs existents d'ambdós autors en una edició en paper i relligat d'alta qualitat.
És una edició historicocrítica en què la majoria dels volums consisteixen en obres i apèndixs separats, amb els darrers aportant informació addicional sobre el text editat. Tot el material de MEGA s'edita en l'idioma original, donant com a resultat principalment textos en alemany, però també una quantitat considerable en anglès, així com textos en llengua francesa.
Iniciat per l'Institut de Marxisme-Leninisme del Partit Socialista Unificat d'Alemanya i el Partit Comunista de la Unió Soviètica, va ser publicat per l'editorial berlinesa Dietz Verlag en forma de sèrie a partir del 1975, MEGA conté totes les obres publicades per Marx i Engels al llarg de la seva vida i nombrosos manuscrits inèdits i cartes.
Després de la caiguda del mur de Berlín, l'edició i publicació de va ser transferida a la Internationale Marx-Engels-Stiftung d'Amsterdam. Els volums estan impresos i enquadernats per l'editorial De Gruyter a Berlín. El projecte és supervisat per Gerald Hubmann. Fins ara s'han publicat seixanta-cinc volums de MEGA, entre els quals, tots els volums que contenen escrits relacionats amb El capital i un volum amb els escrits ecològics de Marx. Es preveu que tot el projecte el conformin 114 volums en total.

## Història

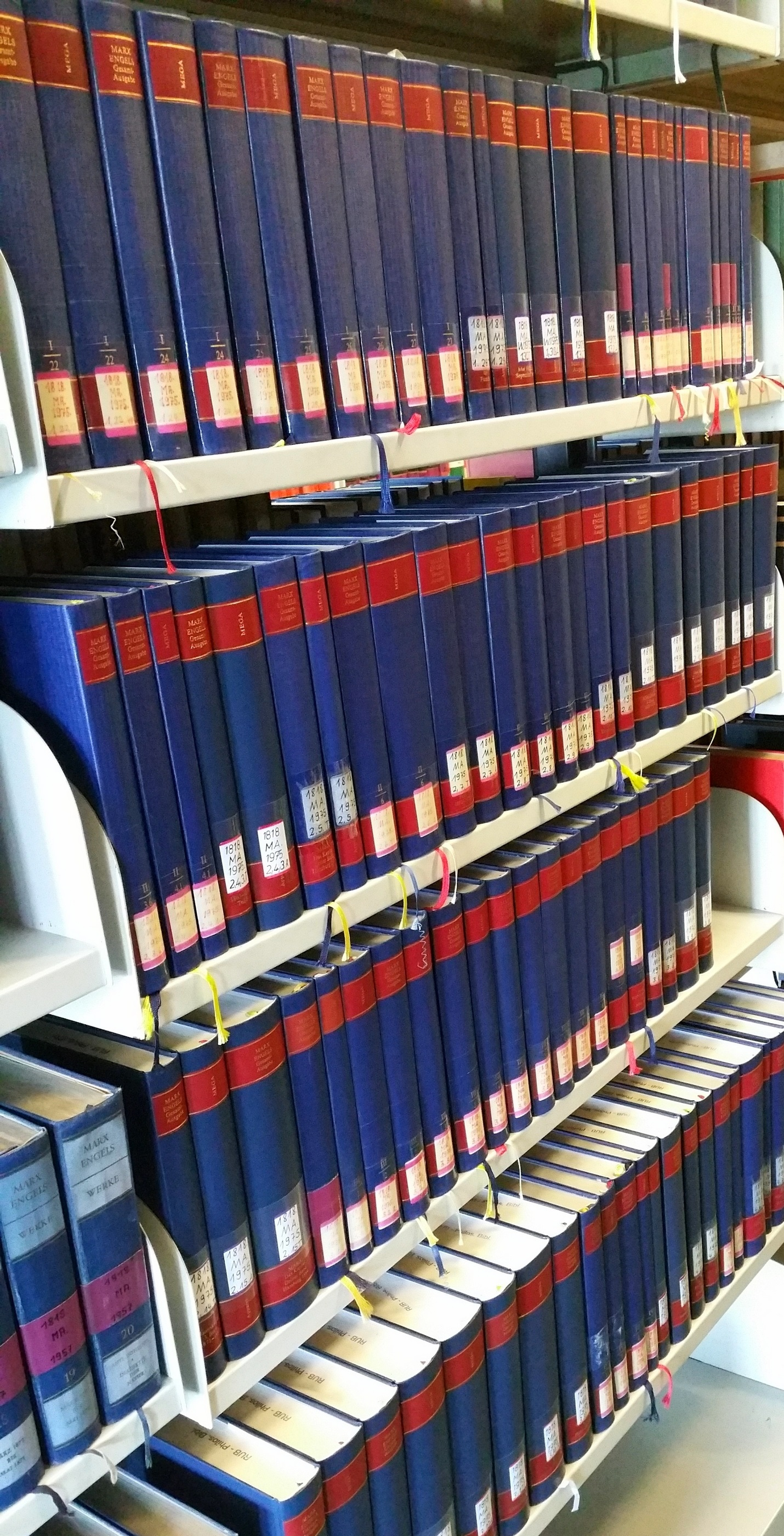
Volums de MEGA en una biblioteca

MEGA no va ser el primer intent de publicar una col·lecció completa de les obres de Karl Marx i Friedrich Engels en les seves llengües originals. La primera traducció a una llengua estrangera de les llavors considerades obres completes va ser la japonesa, publicada entre els anys 1928 i 1935. En l'actualitat destacats marxistes japonesos col·laboren en l'edició de la MEGA com ara Kohei Saito.
A les dècades del 1920 i 1930 es va començar a publicar un primer MEGA (o MEGA 1) per l'Institut Marx-Engels de Moscou sota la direcció de David Riazànov, un revolucionari i erudit marxista. Originàriament, MEGA 1 havia de tenir 42 volums, dels quals 12 es van publicar entre 1927 i 1935. Després que Riazànov fos destituït com a director de l'Institut Marx-Engels el febrer de 1931, i un cop Adolf Hitler va assolir el poder a Alemanya el 1933, MEGA 1 es va deixar de publicar. Riazànov va ser assassinat després d'un judici-farsa el 1938.
Només després de la mort de Ióssif Stalin es va fer un segon intent a la dècada del 1960. La cooperació entre els editors alemanys i soviètics i les noves directrius editorials van portar a la publicació d'un primer volum de mostra el 1972, seguit del primer volum del nou MEGA, anomenat MEGA 2, el 1975.

## Estructura
El MEGA actual conté el material escrit per Marx entre 1835 i la seva mort el 1883, i per Engels entre 1838 i la seva mort el 1895. El projecte es divideix en quatre apartats generals:
I. Abteilung (Werke, Artikel, Entwürfe) - Apartat I (treballs, articles, esborranys)
- Totes les obres, publicacions, articles i discursos filosòfics, econòmics, històrics i polítics de Marx i Engels. Obres conegudes de Marx i Engels, com ara La ideologia alemanya (volum I/5), Les lluites de classes a França 1848-1850 (volum I/10), El 18è de Brumari de Louis Napoleon (volum I/11), Crítica del programa de Gotha (volum I/25) i Anti-Dühring (volum I/27) formen part d'aquesta secció. Constarà de 32 volums.[10]

II. Abteilung (Das Capital und Vorarbeiten) - Apartat II (El capital i els treballs preparatoris)
- Aquesta secció conté l'obra principal de Marx, El capital: crítica de l'economia política (amb els tres volums originàriament publicats), i tots els treballs econòmics i manuscrits relacionats, començant pels Grundrisse de 1857/58 (volum II/1). Aquesta secció és fins ara l'única acabada, es va acabar amb el volum II/4.3 l'any 2012 i consta de 15 volums.[11]

III. Abteilung (Briefwechsel) - Apartat III (Correspondència)
- La correspondència completa de Marx i Engels, tant l'intercanvi de cartes entre ells, com de Marx i Engels a terceres persones, i d'aquestes a ells. La secció constarà de 35 volums.[12]

IV. Abteilung (Exzerpte, Notizen, Marginalien) - Apartat IV (Fragments, notes, marginàlia)
- Els fragments, notes i escrits al marge de Marx i Engels, en gran part inèdits. La secció constarà de 32 volums.[13]